# Jimmy Dean
Jimmy Ray Dean (10 de agosto de 1928 - 13 de junho de 2010) foi um cantor de música country, apresentador de televisão, ator e empresário norte-americano.
Seu papel mais famoso foi de Willard Whyte em 007 os Diamantes são Eternos